# برج خزانه‌داری
برج خزانه‌داری (به لاتین: Treasury Tower) یک ساختمان در اندونزی است که در جاکارتا واقع شده‌است.